# 男おばさん
男おばさん（おとこおばさん）は、フジテレビアナウンサー（結成時）である軽部真一・笠井信輔のコンビである。またこの2人が出演する番組のタイトルでもある。

## 概要
フジテレビクラブの会員限定イベント「笠井信輔のシネマン坊トークショー」には軽部が毎回スペシャルゲストとして登場しており、これを見た「まる生」のスタッフがエンターテイメント情報を紹介するコーナーに2人を採用したのが原点といえる。
それ以前より2人は公私ともに仲が良く、笠井が入社した当時渋谷ハチ公前で待ち合わせして田園都市線で帰宅していたというエピソードがある程である。
「男おばさん」の名付け親は2人の先輩である山中秀樹（2006年12月退社）。2人のトークがまるで井戸端会議で喋るおばさんのようにやかましいことから2000年に命名、コーナータイトルも「男おばさんのコーナー」に変更されたという。
2000年から地上波で「男おばさん」が始まる。地上波の放送は既に終了し、2019年には笠井がフジテレビを退職したが、現在でもフジテレビのCS放送（2025年現在はフジテレビTWO）で20分番組として放送されている。長寿番組でもある。2025年で結成25周年を迎えた。
毎年夏に番組収録を兼ねたイベント「東京湾納涼船クルージングナイト」を開催。2000年代後半頃からは、映画関連のトークイベントに多数出演している。
一時期、「SPA!」（扶桑社）に連載コーナー（「男おばさん的ニュース井戸端会議」）を持っていたこともある。2003年には、舞台「シベリア超特急00・7〜モスクワより愛をこめて VERSION2　W佐伯大尉」に「男おばさん」として出演している。
また、フジテレビ制作映画「交渉人 真下正義」でも街頭ビジョンに番組ごと出演している（ただし、犯人車から出る強力電波による電波妨害で映りは酷い）
2007年8月11日、フジテレビ739｢フジアナスタジオ まる生真夏の打ち上げ花火4時間スペシャル!!｣で放送された｢男おばさんサマートークライブ2007｣にて、2人の後輩である渡辺和洋・田中大貴が「男おばさんJr」を結成することを発表。同年9月15日放送分から､『まる生』内で「男おばさん」とともに放送される。なお、男おばさんJrの2人はトークの際、男おばさんの2人（軽部・笠井）、番組のことを「男おばさんシニア」と呼ぶことがある。なお渡辺は「男おばさん！！」にも不定期に出演しており、「第3の男おばさん」を自称している。
2007年12月には軽部・笠井の共同執筆による初の書籍「男おばさん的映画道楽」が刊行されている。

## 出演番組
- 男おばさん！！（フジテレビワンツーネクスト）

## 過去出演番組
フジテレビ地上波
- 男おばさん（2000年4月 - 2008年3月）
- 男おばさん 燃えろ!デジタル部（2008年4月 - 2010年9月）
- 男おばさん ワンツーネクスト（2010年10月 - 2011年3月、第3水曜深夜に放送）

フジテレビCS放送
- 男おばさん特盛（2004年4月 - 2008年3月。フジテレビ721・739）
  - 放送開始時は「男おばさん2」。地上波「男おばさん」開始時に改称。
  - 前半10分は地上波「男おばさん」と同一内容である。
- フジアナスタジオ まる生（2000年4月 - 2011年11月、土曜13:00 - 14:50、フジテレビONE）内「男おばさんのコーナー」
- 男おばさんL（フジテレビTWO・NEXTにて随時放送）
  - 「男おばさん2」→「男おばさん特盛」→「男おばさん＋」を経て、2012年より現題名。母体番組だった「まる生」のレギュラー放送が2011年11月19日放送分をもって終了したことから、完全なる独立番組となった。

## 主な出演イベント
- 笠井信輔のシネマン坊トークショー（年2回程度開催）
- 東京湾納涼船クルージングナイト（毎年夏開催）
- お台場映画王（お台場冒険王内のイベント）「男おばさんスペシャル」（2004年・2005年）
- ゆうばり国際ファンタスティック映画祭「男おばさん的xxxx年映画のツボ」（2005年・2006年）